# Avesa (Puèi Domat)
Avèze és un municipi francès situat al departament del Puèi Domat i a la regió d'Alvèrnia-Roine-Alps. L'any 2007 tenia 211 habitants.

## Demografia

### Població
El 2007 la població de fet d'Avèze era de 211 persones. Hi havia 86 famílies de les quals 24 eren unipersonals (20 homes vivint sols i 4 dones vivint soles), 33 parelles sense fills i 29 parelles amb fills.
La població ha evolucionat segons el següent gràfic:
Habitants censats

### Habitatges
El 2007 hi havia 157 habitatges, 85 eren l'habitatge principal de la família, 55 eren segones residències i 17 estaven desocupats. 155 eren cases i 2 eren apartaments. Dels 85 habitatges principals, 75 estaven ocupats pels seus propietaris, 4 estaven llogats i ocupats pels llogaters i 5 estaven cedits a títol gratuït; 6 tenien dues cambres, 13 en tenien tres, 22 en tenien quatre i 43 en tenien cinc o més. 66 habitatges disposaven pel capbaix d'una plaça de pàrquing. A 44 habitatges hi havia un automòbil i a 31 n'hi havia dos o més.

### Piràmide de població
La piràmide de població per edats i sexe el 2009 era:
| Homes | Edats   | Dones |
| ----- | ------- | ----- |
| 0     | 95 o +  | 0     |
| 4     | 90 a 94 | 0     |
| 0     | 85 a 89 | 4     |
| 0     | 80 a 84 | 0     |
| 8     | 75 a 79 | 0     |
| 4     | 70 a 74 | 12    |
| 12    | 65 a 69 | 16    |
| 12    | 60 a 64 | 4     |
| 12    | 55 a 59 | 4     |
| 8     | 50 a 54 | 4     |
| 8     | 45 a 49 | 0     |
| 20    | 40 a 44 | 4     |
| 4     | 35 a 39 | 12    |
| 4     | 30 a 34 | 8     |
| 8     | 25 a 29 | 0     |
| 8     | 20 a 24 | 8     |
| 0     | 15 a 19 | 16    |
| 8     | 10 a 14 | 4     |
| 12    | 5 a 9   | 4     |
| 4     | 0 a 4   | 0     |

## Economia
El 2007 la població en edat de treballar era de 118 persones, 72 eren actives i 46 eren inactives. De les 72 persones actives 71 estaven ocupades (39 homes i 32 dones) i 1 aturada (1 home). De les 46 persones inactives 7 estaven jubilades, 12 estaven estudiant i 27 estaven classificades com a «altres inactius».

### Ingressos
El 2009 a Avèze hi havia 89 unitats fiscals que integraven 192 persones, la mediana anual d'ingressos fiscals per persona era de 13.142,5 €.

### Activitats econòmiques
Dels 12 establiments que hi havia el 2007, 1 era d'una empresa de fabricació de material elèctric, 1 d'una empresa de fabricació d'altres productes industrials, 1 d'una empresa de construcció, 3 d'empreses de comerç i reparació d'automòbils, 4 d'empreses d'hostatgeria i restauració, 1 d'una empresa de serveis i 1 d'una entitat de l'administració pública.
Dels 2 establiments de servei als particulars que hi havia el 2009, 1 era un taller de reparació d'automòbils i de material agrícola i 1 guixaire pintor.
L'any 2000 a Avèze hi havia 28 explotacions agrícoles que ocupaven un total de 1.416 hectàrees.

## Poblacions més properes
El següent diagrama mostra les poblacions més properes.